# Качка (Мазовецьке воєводство)
Качка (пол. Kaczka) — село в Польщі, у гміні Ґоворово Остроленцького повіту Мазовецького воєводства.
Населення — 140 осіб (2011).
У 1975-1998 роках село належало до Остроленцького воєводства.

## Демографія
Демографічна структура станом на 31 березня 2011 року:
|          | Загалом | Допрацездатний вік | Працездатний вік | Постпрацездатний вік |
| -------- | ------- | ------------------ | ---------------- | -------------------- |
| Чоловіки | 71      | 21                 | 44               | 6                    |
| Жінки    | 69      | 17                 | 39               | 13                   |
| Разом    | 140     | 38                 | 83               | 19                   |